# KFC Linda Olen
KFC Linda Olen is een Belgische voetbalclub uit Olen, in de gemeente Olen. De club is aangesloten bij de KBVB met stamnummer 2295 en heeft geel en groen als clubkleuren. Na verscheidene seizoenen een vaste waarde te zijn geweest in tweede provinciale speelt de club sinds 2018-2019 in derde Provinciale.

## Geschiedenis
De club uit Olen sloot zich in 1935 aan bij de Belgische Voetbalbond. KFC Linda Olen speelt al sinds zijn oprichting in de Antwerpse provinciale reeksen.

## Bekende (ex-)spelers
- Rocky Peeters (jeugd)